# Biathlon ai XXIII Giochi olimpici invernali - 12,5 km partenza in linea femminile
La gara dei 12,5 km partenza in linea femminile di biathlon dei XXIII Giochi olimpici invernali di Pyeongchang si è svolta il 17 febbraio 2018, a partire dalle ore 20:15 (UTC+9), presso il centro di biathlon di Alpensia.
La biatleta slovacca Anastasija Kuz'mina ha conquistato la medaglia d'oro, mentre l'argento e il bronzo sono andati rispettivamente alla bielorussa Dar"ja Domračava e alla norvegese Tiril Eckhoff.

## Risultati
| Pos.    | Nº | Atleta              | Nazione                      | Tempo   | Errori (P+P+S+S) | Distacco |
| ------- | -- | ------------------- | ---------------------------- | ------- | ---------------- | -------- |
| Oro     | 4  | Anastasija Kuz'mina | Slovacchia                   | 35'23"0 | 1 (0+0+0+1)      | -        |
| Argento | 9  | Dar"ja Domračava    | Bielorussia                  | 35'41"8 | 1 (0+0+1+0)      | +18"8    |
| Bronzo  | 18 | Tiril Eckhoff       | Norvegia                     | 35'50"7 | 2 (1+0+1+0)      | +27"7    |
| 4       | 13 | Lisa Vittozzi       | Italia                       | 36'08"6 | 2 (1+0+0+1)      | +45"6    |
| 5       | 2  | Hanna Öberg         | Svezia                       | 36'09"5 | 1 (0+0+1+0)      | +46"5    |
| 6       | 8  | Dorothea Wierer     | Italia                       | 36'10"3 | 1 (0+0+0+1)      | +47"3    |
| 7       | 19 | Nadzeja Skardzina   | Bielorussia                  | 36'10"9 | 0 (0+0+0+0)      | +47"9    |
| 8       | 3  | Marte Olsbu         | Norvegia                     | 36'14"6 | 1 (0+1+0+0)      | +51"6    |
| 9       | 21 | Marie Dorin         | Francia                      | 36'20"9 | 2 (0+1+0+1)      | +57"9    |
| 10      | 7  | Kaisa Mäkäräinen    | Finlandia                    | 36'23"9 | 2 (0+1+0+1)      | +1'00"9  |
| 11      | 10 | Denise Herrmann     | Germania                     | 36'27"2 | 2 (0+0+2+0)      | +1'04"2  |
| 12      | 28 | Franziska Preuß     | Germania                     | 36'38"9 | 1 (0+0+1+0)      | +1'15"9  |
| 13      | 17 | Mona Brorsson       | Svezia                       | 36'55"3 | 1 (0+0+1+0)      | +1'32"3  |
| 14      | 5  | Veronika Vítková    | Rep. Ceca                    | 36'57"8 | 1 (0+0+0+1)      | +1'34"8  |
| 15      | 30 | Monika Hojnisz      | Polonia                      | 36'59"2 | 0 (0+0+0+0)      | +1'36"2  |
| 16      | 1  | Laura Dahlmeier     | Germania                     | 37'10"1 | 2 (1+1+0+0)      | +1'47"1  |
| 17      | 6  | Anaïs Bescond       | Francia                      | 37'23"5 | 4 (1+0+2+1)      | +2'00"5  |
| 18      | 29 | Markéta Davidová    | Rep. Ceca                    | 37'23"8 | 3 (0+1+1+1)      | +2'00"8  |
| 19      | 14 | Valentyna Semerenko | Ucraina                      | 37'39"9 | 1 (1+0+0+0)      | +2'16"9  |
| 20      | 11 | Justine Braisaz     | Francia                      | 37'49"6 | 5 (0+1+3+1)      | +2'26"6  |
| 21      | 16 | Paulína Fialková    | Slovacchia                   | 37'52"6 | 4 (1+2+0+1)      | +2'29"6  |
| 22      | 25 | Linn Persson        | Svezia                       | 37'54"5 | 2 (1+0+0+1)      | +2'31"5  |
| 23      | 23 | Lena Häcki          | Svizzera                     | 38'22"3 | 4 (1+2+0+1)      | +2'59"3  |
| 24      | 12 | Vita Semerenko      | Ucraina                      | 38'25"3 | 3 (0+0+3+0)      | +3'02"3  |
| 25      | 15 | Vanessa Hinz        | Germania                     | 38'52"4 | 4 (2+1+0+1)      | +3'29"4  |
| 26      | 26 | Iryna Kryŭko        | Bielorussia                  | 39'04"0 | 4 (3+1+0+0)      | +3'41"0  |
| 27      | 27 | Elisa Gasparin      | Svizzera                     | 39'21"0 | 5 (0+2+1+2)      | +3'58"0  |
| 28      | 20 | Irene Cadurisch     | Svizzera                     | 39'44"7 | 4 (2+1+1+0)      | +4'21"7  |
| 29      | 24 | Anaïs Chevalier     | Francia                      | 40'39"7 | 6 (2+3+1+0)      | +5'16"7  |
| 30      | 22 | Tat'jana Akimova    | Atleti Olimpici dalla Russia | 41'32"4 | 6 (0+0+5+1)      | +6'09"4  |